# Dilbarjin
Koordinaten: 37° 1′ 21″ N, 66° 31′ 35″ O

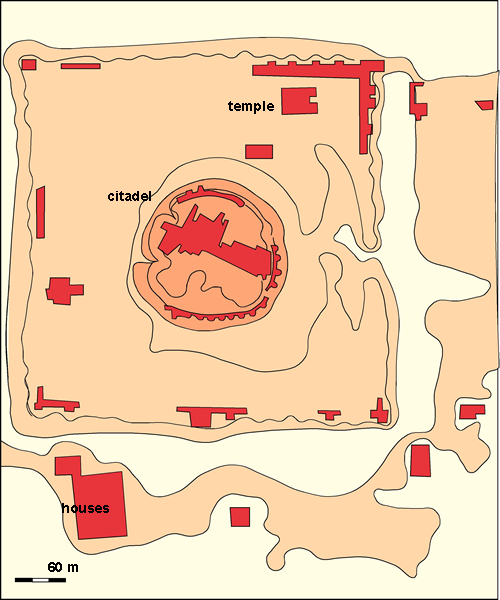
Plan von Dilbarjin

Dilbarjin, Delbarjin oder Dilberdžin (persisch دلبرجین Dilbarschin) ist der moderne Name einer antiken Stadt im heutigen Afghanistan. Ihre Blütezeit erlebte die Stadt unter den Kuschana. Wenig ist zur Geschichte der Stadt bekannt. Es mag sich um das aus antiken Quellen bekannte Eukratideia handeln, doch ist dies nicht gesichert. Dilbarjin ist vor allem aufgrund der zahlreichen dort gefundenen Wandmalereien bekannt, deren Datierung und Deutung jedoch stark umstritten sind.

## Stadtanlage
Die Stadtanlage ist quadratisch mit einer runden Zitadelle in der Mitte. Die Stadt ist von einer Mauer umgeben (ca. 390 × 390 m), die mit Türmen ausgestattet ist und in die Kuschana-Zeit datiert. Das Haupttor lag ursprünglich im Süden, weitere Tore befinden sich im Osten und im Westen. In der Kuschana-Zeit erhielt auch die Zitadelle in der Mitte der Stadt Befestigungen. Diese verloren im Laufe der Zeit jedoch ihren militärischen Charakter und wurden zu Wohnquartieren umfunktioniert. Auch außerhalb der Mauer befinden sich diverse Bauten.

### Stadtmauer

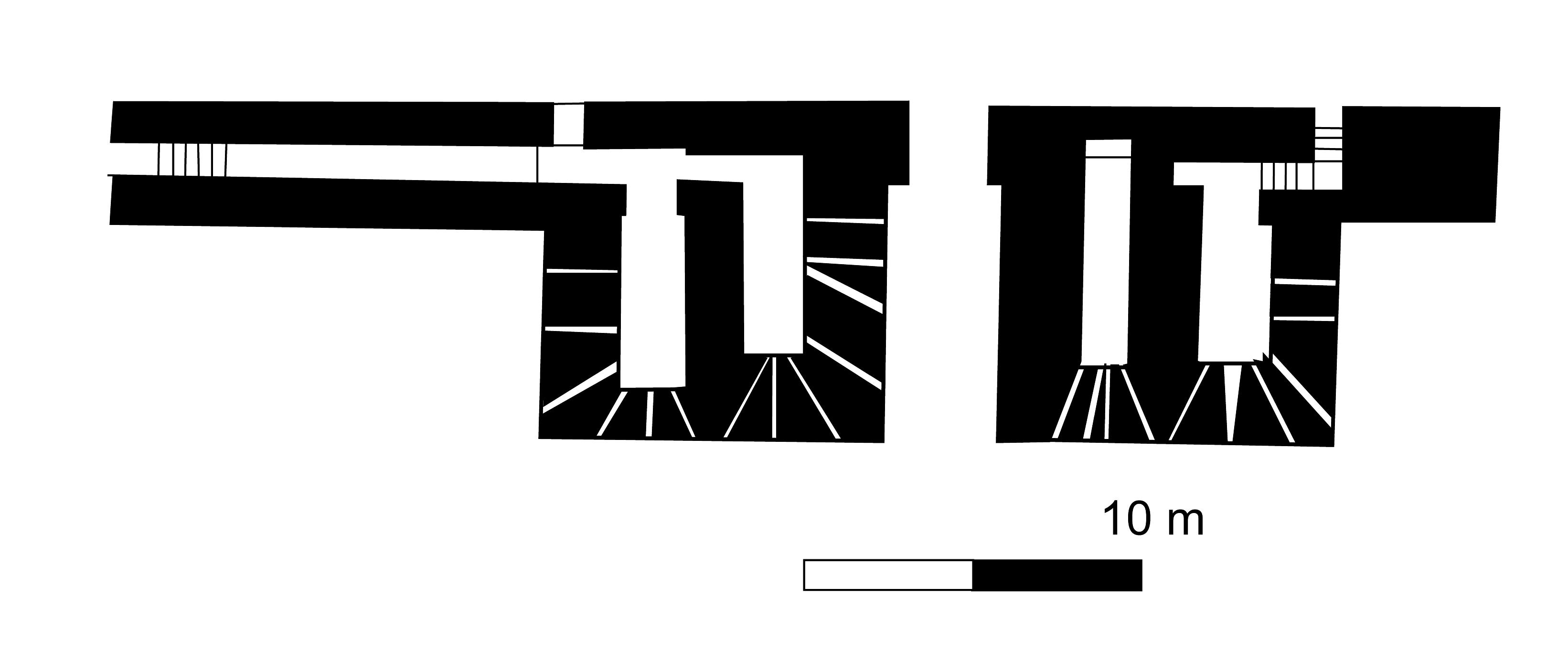
Stadttor von Dilbarjin, Rekonstruktion des ersten Bauphase

In der ersten Phase, die die Ausgräber in achämenidische Zeit datieren, bestand die Stadtmauer aus einer einfachen, etwa einen Meter starken Wand mit Ecktürmen und Türmen entlang der gesamten Außenseite. In den Türmen befanden sich Räume und nach außen hin Schießscharten. In einer späteren Bauphase, die die Ausgräber in die gräko-baktrische datieren, wurde eine weitere Mauer vorgesetzt. Die Stadtmauer hatte nun einen innen verlaufenden Korridor und war an den Türmen, aber auch an der eigentlichen Mauer, mit Schießscharten versehen. Das Südtor war wahrscheinlich zunächst das Haupttor der Stadt. Es konnten sechs Bauphasen unterschieden werden. Die Ausgräber vermuten, dass es in achämenidischer Zeit errichtet wurde. Es bestand in dieser Zeit aus zwei Türmen und einer Durchfahrt in der Mitte. Schon in der zweiten Phase wurde das Tor vermauert und eine Bastion vorgesetzt. Bemerkenswert sind die pfeilförmigen Schießscharten, wie sie auch sonst in Zentralasien belegt sind. Die Durchfahrt wurde etwas nach Osten versetzt. In der dritten Phase wurde die Bastion erweitert, während in der fünften Phase das ehemalige Tor seinen Verteidigungscharakter verlor und die Bastion in ein Wohnhaus umfunktioniert wurde. Diesen Wohncharakter behielt das Haus bei, bis die Stadt verlassen wurde.

### Tempel

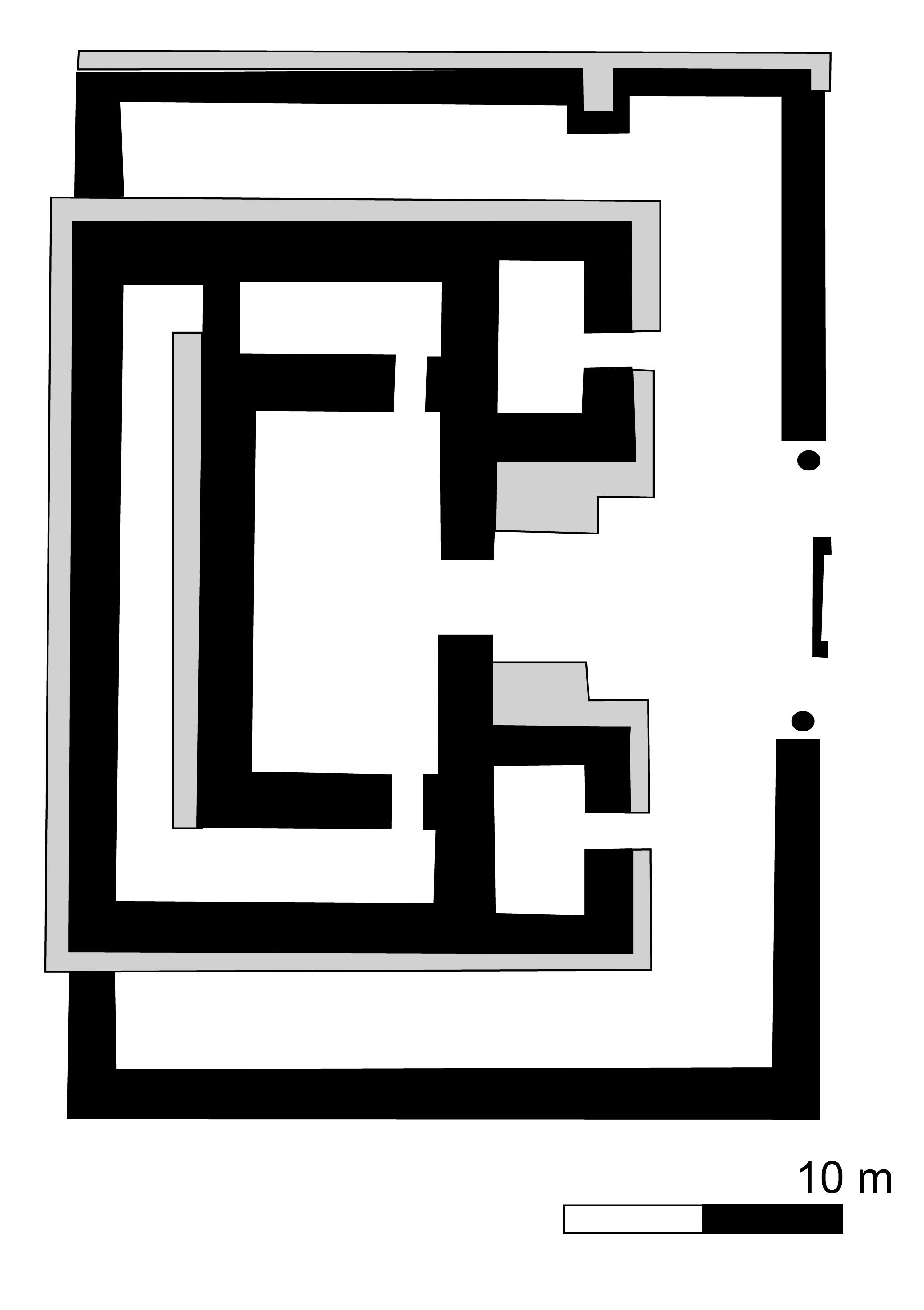
Plan der ersten Bauphase des Dioskurentempels

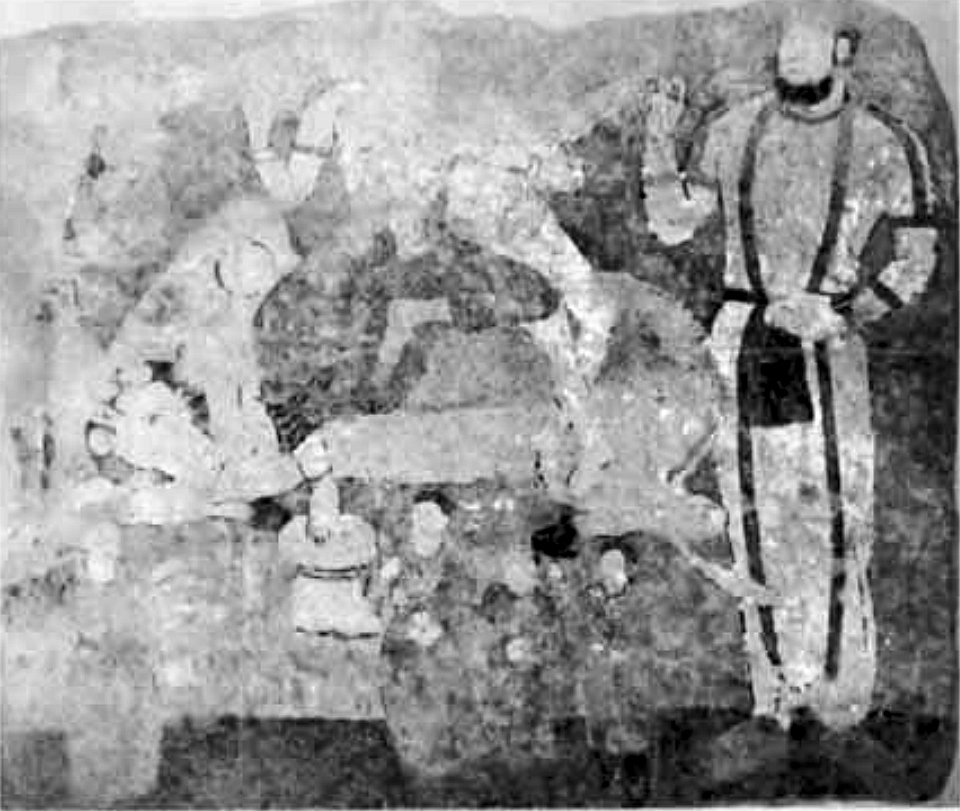
Bild des Schiva und der Parvati aus dem Tempel des Dioskuren

Im Nordosten der Stadt befindet sich ein aus Lehmziegel erbauter Tempelkomplex (25,6 × 21,75 m), bei dem sechs Bauphasen unterschieden werden konnten. Der Tempel besteht aus einem Naos und einen Pronaos und ist von einer Mauer umgeben. Der Eingang liegt im Osten.
Nach den Ausgräbern ist der älteste Tempel schon zu griechisch-baktrischer Zeit errichtet worden, zeigt jedoch wenige hellenistische Stilelemente. Die Datierung ist jedoch nicht sicher und neuere Überlegungen gehen von einem späteren Zeitpunkt aus. Die frühe Datierung folgt der Datierung der Malereien der Dioskuren, die in einem rein hellenistischen Stil ausgeführt sind, und demnach in das zweite Jahrhundert n. Chr. datiert wurden und als Beispiel des langen Fortlebens hellenistischer Traditionen in dieser Gegend galten. Wahrscheinlicher datieren die Malereien aber in das zweite oder dritte nachchristliche Jahrhundert.
Vom Typ her handelt es sich beim ersten Bau um einen Umgangstempel. Der Tempel ist länger als breit. Im Zentrum befindet sich das Allerheiligste, darum sind Korridore angeordnet. Vergleichbare Tempelarchitektur ist vor allem aus dem indischen Raum bekannt. Der Tempel war wahrscheinlich einer Göttin geweiht. Vor dem Tempel befindet sich ein Hof, dessen Nord- und Ostbegrenzung die Stadtmauer bildet. An die Nordseite der Stadtmauer wurde im Laufe der Zeit eine Reihe von Heiligtümern angebaut, die meist aus einem Raum mit einer gewölbten Decke bestehen und zum Teil mit religiösen Wandmalereien dekoriert waren.
Ein weiterer kleiner Tempel war dem Hercules/Vahram geweiht. Er ist in die Südseite der Stadtmauer eingebaut. Hier fand sie eine kopflose Statue des nackten Hercules in einem weitestgehend klassisch-hellenistischen Stil.
Außerhalb der Stadtmauern, an deren südöstlichen Ecke, gibt es Reste eines buddhistischen Heiligtums. Der Ziegelbau ist etwa 25 × 21 m groß. Im Zentrum befindet sich ein langer Saal mit sechs runden Plattformen. Am Südende des Saales steht eine rechteckige Plattform mit einer Stupa darauf. Östlich davon befindet sich ein langer Gang, an dessen nördlichem Ende sich ein Saal mit Kuppeldach befindet. Einige Räume des Heiligtums waren ausgemalt. Es fanden sich Reste einer Buddhastatue.

### Wohnbauten
Südlich der Stadtmauer konnte ein großes (84 × 57,5 m), palastartiges Gebäude ausgegraben werden. Es besaß einen großen Hof. Im Süden lagen zwei Säle (oder Höfe), einer davon mit vier Säulen. Im Westteil befanden sich mehrere Wohneinheiten. Es konnten zwei Bauphasen unterschieden werden. Die zweite Bauphase wurde von den Ausgräbern unter Kujula Kadphises (um 30–80 n. Chr.) oder später datiert, da sich dessen Münzen und solche des Soter Megas (um 80–90 n. Chr.) verbaut fanden. Neuere Überlegungen gehen davon aus, dass das Haus um 100 n. Chr. erbaut und bis ins 5./8. Jahrhundert bewohnt war. Vielleicht lebten in den Wohnungen diverse Zweige einer einzigen wohlhabenden Großfamilie. Nördlich dieses Gebäudes befinden sich die Reste einer Zisterne. Die Anlage besteht aus dem eigentlichen Wasserbecken, das sich in einer Halle mit Kuppeldach befindet. Um diese Halle verlaufen an allen vier Außenseiten jeweils ein Korridor. Der Haupteingang liegt im Osten, wo sich noch ein ummauerter Hof befindet. Der Wasserspeicher wurde eventuell im ersten Jahrhundert v. Chr. errichtet und war bis zum vierten Jahrhundert n. Chr. in Betrieb. Zwei weitere Wohnquartiere wurden ausgegraben. Im Westen der Stadt entlang der Mauer wurde ein Quartier mit einer Fläche von ca. 800 Quadratmetern freigelegt, wobei nirgendwo die Hausbegrenzung gefunden wurde. Es konnten vier Bauphasen unterschieden werden. Es fanden sich Münzen des Soter Megas und Gefäße mit Aufschriften in baktrisch. Ein weiteres Haus wurde wiederum südlich der Stadtmauer freigelegt. Zwischen einem großen Hof im Osten und zwei weiteren Höfen im Westen befinden sich diverse kleinere Räumen. Die Ausgräber vermuten, dass hier Handwerker lebten. Es fanden sich Münzen von Vasudeva I. (etwa 191 bis 220 n. Chr.) und Vasudeva II. (etwa 275–300 n. Chr.), die die letzte Benutzung des Baues in das 3. oder 4. Jahrhundert datiert.

## Chronologie
Die genaue chronologische Einordnung der Stadt und ihrer Bauten ist umstritten. Die Ausgräber vermuteten, dass die Stadt oder zumindest eine Festung in achämenidischer Zeit gegründet wurde. Vor allem Reste der Stadtmauer sollen in diese Zeit gehören. Die Stadt wurde in gräko-baktrischer Zeit ausgebaut, erhielt eine neue Stadtmauer und der Tempel der Dioskuren wurde errichtet. Diese Datierung stützte sich vor allem auf die Wandmalereien der Dioskuren, die in einem klassisch-hellenistischen Stil gehalten sind. Die Ausgräber identifizierten den Ort mit dem aus klassischen Quellen bekannten Eukratideia. Ihre volle Blütezeit hatte der Ort unter den Kuschan-Herrschern. Diese Datierungen wurden jedoch schon früh angezweifelt. Es fanden sich nur sehr wenige Münzen aus gräko-baktrischer Zeit. Parallelen zu den Wandmalereien der Dioskuren datieren vor allem ins 2. und 3. nachchristliche Jahrhundert. Der Großteil der vor Ort gefundenen Münzen datiert in die Kuschan-Ära. In dieser Zeit hatte die Stadt ihre größte Blüte. Ungeklärt ist aber ebenso das Ende der Stadt: Die Datierungsvorschläge reichen bis in das 8. Jahrhundert n. Chr. (in dieser Zeit war die Region schon unter Islamischer Herrschaft).

## Ausgrabungsberichte
- Irina Kruglikova: Les fouilles de la mission archéologique soviéto-afghane sur le site gréco-kushan de Dilberdjin en Bactriane, in: Comptes rendus des séances de l'Académie des Inscriptions et Belles-Lettres Année 1977 121-2 S. 407–427 online
- В. С. Дoлгоруков: Оборонитєлыє сооружєня Дилъбепджиа, in: Древняя Бактрия. Москва 1977, S. 58–92
- И. T. Кругликова, Дилъбепджин, Москва 1974
- И. T. Кругликова, Г.A.Пугаченкова, Дилъбепджин, Москва 1977
- Б. И. Вайнберг, И. T. Кругликова, Монетные находки из раскопок Дилъбепджиа (II), in: Древняя Бактрия. Москва 1984, S. 125–140
- Г. A. Пугаченкова, Расқопки южных горот воротт Дилъбепджиа, in Древняя Бактрия. Москва 1984, S. 93–111